# Летающие звери
«Летающие звери» — российский мультипликационный сериал для детей дошкольного и младшего школьного возраста, созданный совместно Анимационной студией «Да» и благотворительным фондом «АдВита». Прибыль от продажи сувенирной продукции с изображением персонажей мультфильма идет в благотворительный фонд «Помогать легко» на лечение больных раком детей.

## Описание

### Летающие звери
Проект был запущен в 2012 году, 1 сезон был закончен к маю 2015 года. Каждая серия длится 6 минут 30 секунд и завершается песней.
Действие мультсериала происходит в Легкой стране, небольшом острове, который парит в небе и перемещается по всему миру. Согласно мифологии сериала, изложенной в серии «Старый дуб», раньше Легкая страна была Нелегкой, с заводами, пробками и озлобленными людьми, но однажды она сообщила своим жителям, что больше не может терпеть, оторвалась от земли и взлетела в небо. Легкую страну населили люди и животные, которые любят летать. Каждому новому жителю Легкая страна подарила крылья. Главные персонажи мультфильма - выходцы из разных стран, но они нашли общий язык — это музыка, доброта и легкое, позитивное отношение к жизни. В первом сезоне раскрываются отношения между главными персонажами. Второй сезон посвящён путешествиям, в каждой новой серии Летающие звери оказываются в новой стране.

### Малыши и Летающие звери
В июне 2014 года был запущен спин-офф «Малыши и Летающие звери», мультсериал для зрителей от 3 до 6 лет, в которым Летающие звери становятся наставниками пятилетних двойняшек Оли и Коли . Первый сезон был завершен в августе 2015 года, а второй сезон начался в сентябре 2015 года. Продолжительность одного эпизода обычно не превышает полторы минуты.
Мультсериал рассказывает о приключениях брата и сестры, пятилетних Оли и Коли, и их взрослых друзей — Летающих зверей. Каждая серия содержит сюжет, связанный с взаимоотношением детей между собой, познанием окружающего мира или советами Летающих зверей.

### Машинки
Дочерний сериал Летающих Зверей:  В конце 2015 года вышла первая серия сериала «Машинки», со слоном Прабу из сериала Летающие звери и мальчиком Колей. Действие сериала происходит в игрушечном городе, построенном из деревянных кубиков. В каждой серии слон рассказывает малышу о разных моделях автотранспорта (грузовик, минивэн, пожарная машина и т. д.). Герои мультфильма рассказывают об основах правил дорожного движения, правилах поведения при пожаре и в других критических ситуациях. В конце каждой серии Прабу обращается к маленьким зрителям и призывает поиграть с игрушками вместо просмотра мультфильмов.

## История создания
Легкая страна и её персонажи были придуманы детьми, проходящими лечение в 31 городской больнице Санкт-Петербурга. Одной из целей авторов Летающих зверей было создание мультфильма, который помогал бы взрослым говорить со своими детьми на серьёзные темы, такие как болезнь и смерть.

## Персонажи
Слон Прабу
Индийский слон Прабу, фронтмен Дирижабль Оркестра, в котором играют все главные герои. Харизматичный, общительный, жизнерадостный, он постоянно находит приключения на свою голову, попадает в сложные ситуации, выйти из которых помогает ему оптимизм.
Медведь Тэд
Всю жизнь он прожил в лесах Канады, столярничал, занимался плотницким делом. При внешней простоте и грубоватости он способен сделать скрипку для мотылька. Его самая большая любовь — это природа. Тэд спокойный и сильный, на него всегда можно положиться.
Пёс Хосе
Мексиканский пёс Хосе — актёр и музыкант, постоянно сочиняет песни, везде бегает с гитарой. Эксцентрик, с трудом переносит все невзгоды. У Хосе большая семья с братьями близнецами, живущая в тесном мексиканском квартале, он немного стесняется своей родни и живёт отдельно — в гамаке на большом дубе в центре города.
Свинка Софи
Французская свинка Софи — аспирантка, интеллектуалка, сыплет цитатами. Мило картавит, любит шоколад, настолько, что у неё дома кран с горячим шоколадом, постоянно влюблена, выращивает в оранжерее игрушки.
Кот Мустафа
Арабский кот Мустафа, обладатель утонченного вкуса, философ. Любит загадки и головоломки, у него даже есть небольшое бюро по розыску улетевших вещей. Гостеприимен, в своей кофейне угощает друзей кофе с кардамоном и партией в шахматы.
Рыб Тэмбе
Рыб Тембе с островов Кабо Верде. Любящий муж, заботливый многодетный отец, но тихое семейное счастье не для него — ему нужен адреналин. Он решительный, энергичный, его призвание быть спасателем.
Лошадь Джейн
Джейн — американская лошадь. Она очень обаятельна и любит поболтать, может запросто сморозить что-нибудь невпопад, но её искрящийся оптимизм не может никого оставить равнодушным.
Заяц Акира
Японский заяц Акира — образец сдержанности, почти всегда молчит, самый терпеливый из всех. Владеет восточными практиками от единоборств до чайных церемоний. Самое важное для него — красота и гармония.
Черепаха Че
Че с Кубы. Ей так много лет, что она не помнит, сколько именно, но о каком бы событии ни зашла речь, по её словам, она при нём присутствовала. Она вообще очень забывчива. Выпекает книги.
Корова Зоя
Русская корова Зоя. Заботливая, чуткая, душевная, любит поплакать и посмеяться. Уже вырастила и отпустила своих детей. Вкусно готовит, стремится помочь, даже когда не просят.

## Роли озвучивали
| Актёр              | Роль                                |
| ------------------ | ----------------------------------- |
| Олег Куликович     | Кот Мустафа                         |
| Михаил Черняк      | Заяц Акира                          |
| Андрей Лёвин       | Пёс Хосе                            |
| Михаил Хрусталёв   | Слон Прабу                          |
| Ксения Бржезовская | Свинья Софи, Лошадь Джейн           |
| Антон Виноградов   | Рыб Тэмбе, второстепенные персонажи |
| Владимир Маслаков  | Медведь Тэд                         |
| Сергей Мардарь     | Черепаха Че                         |
| Елена Шульман      | Корова Зоя                          |
| Анна Геллер        | Второстепенные персонажи            |

## Музыка
Летающие звери — музыкальный сериал, его главные герои образуют ансамбль «Дирижабль Оркестра», кроме того каждая серия заканчивается песней, написанной композиторами Сергеем Васильевым и Мариной Ланда (которые также являются композиторами мультсериала «Смешарики»). На песню «Мы летим», прозвучавшую в мультфильме «Старый дуб», был снят клип с участием Чулпан Хаматовой, Андрея Макаревича, Сергея Маковецкого и Вячеслава Бутусова. Во втором клипе на песню «Все хорошо» снялись актёры Данила Козловский и Лиза Боярская. 23 мая 2017 года состоялась онлайн-премьера клипа на песню «Моя любимая нога», которую исполнили Евгений Фёдоров («Tequillajazzz»), Света Бень (Кабаре-бэнд «Серебряная свадьба») и Маша Макарова («Маша и медведи»).

## Благотворительность
По утверждению организаторов, проект создавался для того, чтобы фонд мог не просить деньги на свои благотворительные цели, а зарабатывал. Производство и продвижение сериала осуществляются за счет государственных грантов и частных пожертвований. А все средства, полученные от продажи лицензии, идут в фонд «Помогать легко» и переводятся на лечение детей с онкологическими заболеваниями.
В числе лицензиатов проекта компания «Dream Makers» (мягкая игрушка Fancy), «Премьер-игрушка» (развивающие игры, наборы для творчества), производитель обуви под маркой «Kakadu», кондитерские фабрики «Конфил» и «Сладкая сказка», издательство Умная Маша и другие.

## Производство
Режиссёры
- Михаил Сафронов
- Джангир Сулейманов
- Илья Максимов
- Алексей Горбунов
- Галина Лютикова
- Константин Бирюков
- Кристина Гутько
- Владимир Королёв
- Олеся Щукина

Сценаристы
- Михаил Сафронов
- Александр Синицын
- Александр Синюк
- Саша Пивоварова
- Владимир Заморин
- Дмитрий Яковенко
- Антон Гусев
- Иордан Кефалиди
- Марина Комаркевич
- Марина Потапова
- Мария Дубровина
- Лидия Утёмова
- Наталия Астраханцева

Композиторы
- Марина Ланда
- Сергей Васильев
- Аркадий Хоралов
- Дмитрий Бюргановский
- Владимир Матушкин
- Митя Гольцман

## Фестивали
- Мультфильмы студии участвуют во многих российских и международных фестивалях, в том числе в фестивале «Послание к человеку» в Санкт-Петербурге, Открытом Российском фестивале анимационного кино в Суздале[25],  «Anca» в Словакии, «LIAF» в Лондоне.
- В 2012 году X Международный Фестиваль анимационных искусств «Мультивидение» вручил Диплом «За искусство — не только ради искусства» сериалу «Летающие звери» (студия «Да»).[26]
- В 2013 году XI Международный Фестиваль анимационных искусств «Мультивидение» вручил Диплом «За доброту» серии «Хосе уже не тот» сериал «Летающие звери».[27]
- В 2015 году серия «Легкий слон» прошла отбор в категории телевизионных сериалов на Международном фестивале анимационных фильмов в Анси[28][29] и получила первый приз в международном анимационном фестивале «Constantine's gold coin[30]» в Сербии.